# Gare de Shakujii-kōen
La gare de Shakujii-kōen (石神井公園駅, Shakujii-kōen-eki) est une gare ferroviaire de l'arrondissement de Nerima, à Tokyo au Japon. Elle est exploitée par la compagnie Seibu.

## Situation ferroviaire
La gare de Shakujii-kōen est située au point kilométrique (PK) 10,6 de la ligne Seibu Ikebukuro.

## Histoire
La gare a été inaugurée le 15 avril 1915 sous le nom de gare de Shakujii. Elle prend son nom actuel en 1933.

## Services aux voyageurs

### Accès et accueil
La gare dispose d'un bâtiment voyageurs, avec guichet, ouvert tous les jours.

### Desserte
- Ligne Seibu Ikebukuro :
  - voies 1 et 2 : direction Tokorozawa et Hannō
  - voies 3 et 4 : direction Nerima (interconnexion avec la ligne Seibu Yūrakuchō pour Kotake-Mukaihara, Shibuya ou Shin-Kiba) et Ikebukuro

## Dans les environs
- Parc de Shakujii